# 서마이 바스 스파

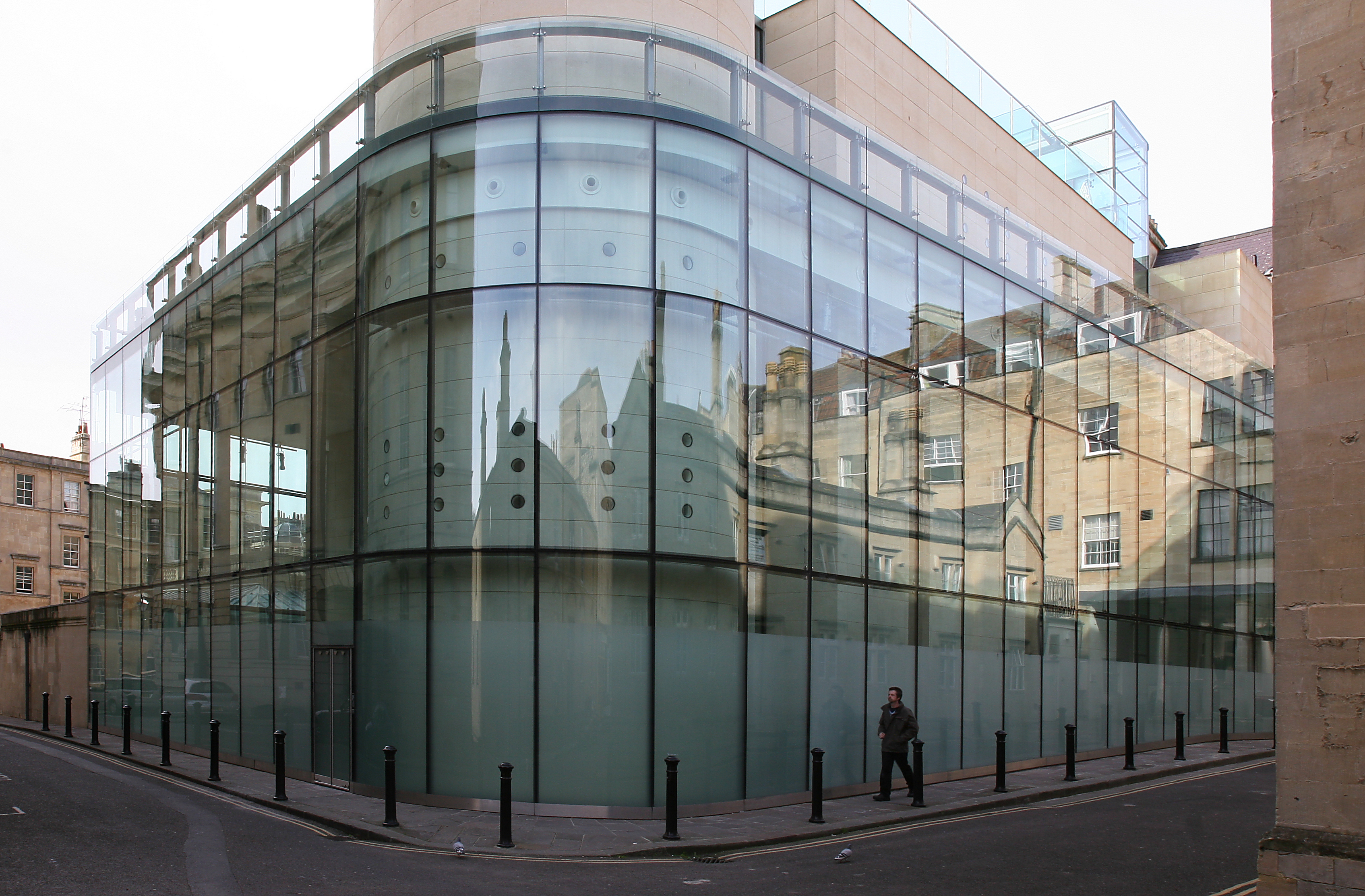

서마이 바스 스파(Thermae Bath Spa)는 영국 바스(Bath)시에 있는 역사적인 스파와 현대적인 건물이 결합된 곳으로 2006년에 재개장했다. 바스 노스이스트서머싯 의회가 건물을 소유하고 있으며, 1590년 왕실 헌장에 따라 영국에서 유일하게 자연적으로 뜨겁고 미네랄이 풍부한 샘물의 수호자이다. 스파는 YTL 호텔스에서 운영한다.
메인 스파 건물인 뉴 로얄 바스(New Royal Bath)는 그림셔 아키텍츠(Grimshaw Architects)가 설계했으며 유리 봉투로 둘러싸인 바스 스톤(Bath Stone)으로 건축되었다. 천연 온천탕 2개, 옥상 야외 수영장, 실내 수영장, 아로마 스팀룸 2개, 아이스 챔버, 적외선 사우나, 천상의 휴식실을 갖춘 대형 웰니스 스위트룸이 있다. 또한 카페, 3개의 휴식 공간, 와츠(Watsu)와 같은 수성 마사지가 이루어지는 18세기 핫 바스(Hot Bath)를 포함해 27개의 스파 트리트먼트룸도 갖추고 있다. 별도의 크로스 바스(Cross Bath)는 1개의 노천 온천탕을 포함하는 1등급 등록 조지아풍 건물이다.